# Roger Moore (basket-ball)
Pour les articles homonymes, voir Moore et Roger Moore (homonymie).
Roger Moore est un ancien joueur de basket-ball américain.

## Carrière

### Universitaire
- 1968-1971 : Université de Colombus

### Clubs
- 1972-1974 :  Billings Volcanos,  Hawaii, Jersey Shore Bullets  (CBA / EBA / EPBL)
- 1974-1977 :  ASVEL Lyon-Villeurbanne (Nationale 1)

## Palmarès
- Champion de France en 1975 et 1977
- Finaliste du championnat de France en 1976